# Världsmästerskapen i bågskytte 2013
Världsmästerskapen i bågskytte 2013 arrangerades i Belek i Turkiet mellan 29 september och 6 oktober 2013.

## Medaljsummering

### Recurve
| Event                          | Guld                                        | Silver                                                              | Brons                                                                |
| Herrarnas individuella tävling | Lee Seung-Yun (KOR)                         | Oh Jin-Hyek (KOR)                                                   | Crispin Duenas (CAN)                                                 |
| Damernas individuella tävling  | Maja Jager (DEN)                            | Xu Jing (CHN)                                                       | Yun Ok-Hee (KOR)                                                     |
| Herrarnas lag                  | USA Brady Ellison Joe Fanchin Jake Kaminski | Nederländerna Sjef van den Berg Rick van den Oever Rick van der Ven | Frankrike Thomas Faucheron Gaël Prévost Jean-Charles Valladont       |
| Damernas lag                   | Sydkorea Chang Hye-Jin Ki Bo-Bae Yun Ok-Hee | Belarus Hanna Marusava Yekaterina Mulyuk-Timofeyeva Alena Tolkach   | Danmark Carina Rosenvinge Christiansen Maja Jager Anne Marie Laursen |
| Mixade lag                     | Sydkorea Ki Bo-Bae Oh Jin-Hyek              | USA Khatuna Lorig Brady Ellison                                     | Taiwan Tan Ya-ting Kuo Cheng-wei                                     |

### Compound
| Event                          | Guld                                                    | Silver                                                          | Brons                                                              |
| Herrarnas individuella tävling | Mike Schloesser (NED)                                   | Pierre Julien Deloche (FRA)                                     | Alexander Dambaev (RUS)                                            |
| Damernas individuella tävling  | Kristina Berger (GER)                                   | Ivana Buden (CRO)                                               | Gerda Roux (RSA)                                                   |
| Herrarnas lag                  | Danmark Martin Damsbo Stephan Hansen Patrick Laursen    | Sydafrika Gabriel Badenhorst DP Bierman Patrick Roux            | Frankrike Sebastien Brasseur Pierre Julien Deloche Dominique Genet |
| Damernas lag                   | Colombia Aura Maria Bravo Sara Lopez Alejandra Usquiano | Nederländerna Martine Couwenberg Irina Markovic Inge van Caspel | Frankrike Sophie Dodemont Pascale Lebecque Sandrine Vandionant     |
| Mixade lag                     | Italien Marcella Tonioli Sergio Pagni                   | Ryssland Albina Loginova Alexander Dambaev                      | USA Erika Jones Jesse Broadwater                                   |

### Medaljtabell
| Pl.    | Nation           | Guld | Silver | Brons | Totalt |
| ------ | ---------------- | ---- | ------ | ----- | ------ |
| 1      | Sydkorea         | 3    | 1      | 1     | 5      |
| 2      | Danmark          | 2    | 0      | 1     | 3      |
| 3      | Nederländerna    | 1    | 2      | 0     | 3      |
| 4      | USA              | 1    | 1      | 1     | 3      |
| 5      | Colombia         | 1    | 0      | 0     | 1      |
| 5      | Tyskland         | 1    | 0      | 0     | 1      |
| 5      | Italien          | 1    | 0      | 0     | 1      |
| 8      | Frankrike        | 0    | 1      | 3     | 4      |
| 9      | Ryssland         | 0    | 1      | 1     | 2      |
| 9      | Sydafrika        | 0    | 1      | 1     | 2      |
| 11     | Belarus          | 0    | 1      | 0     | 1      |
| 11     | Kina             | 0    | 1      | 0     | 1      |
| 11     | Kroatien         | 0    | 1      | 0     | 1      |
| 14     | Kanada           | 0    | 0      | 1     | 1      |
| 14     | Kinesiska Taipei | 0    | 0      | 1     | 1      |
| Totalt | Totalt           | 10   | 10     | 10    | 30     |

## Deltagande länder
| - Argentina (6) - Armenien (2) - Australien (12) - Österrike (6) - Bangladesh (6) - Belarus (7) - Belgien (4) - Bhutan (4) - Brasilien (12) - Kanada (12) - Chile (2) - Kina (6) - Taiwan (6) - Colombia (12) - Kroatien (5) - Cypern (4) - Tjeckien (6) - Danmark (8) - Dominikanska republiken (2) - El Salvador (1) - Estland (7) - Finland (7) - Frankrike (12) | - Georgien (3) - Tyskland (12) - Storbritannien (12) - Grekland (2) - Hongkong (2) - Ungern (1) - Indien (12) - Iran (4) - Irak (5) - Irland (4) - Israel (1) - Italien (12) - Elfenbenskusten (4) - Japan (8) - Kazakstan (12) - Nordkorea (4) - Sydkorea (12) - Kosovo (3) - Lettland (3) - Litauen (7) - Luxemburg (3) - Malaysia (4) - Mexiko (12) | - Moldavien (2) - Mongoliet (6) - Nederländerna (10) - Nya Zeeland (2) - Norge (8) - Polen (9) - Portugal (1) - Rumänien (4) - Ryssland (12) - Serbien (4) - Slovakien (8) - Slovenien (2) - Sydafrika (6) - Spanien (9) - Sri Lanka (1) - Sverige (10) - Schweiz (7) - Tadzjikistan (2) - Thailand (6) - Turkiet (12) - Ukraina (7) - USA (12) - Venezuela (11) |